# 潙山郷
潙山郷（いざんきょう）は中華人民共和国湖南省長沙市寧郷市の郷。

## 行政区画
- 八角渓村
- 潙山村
- 潙清村
- 潙源村
- 西元村
- 同慶村
- 祖塔村
- 回心橋村
- 双竜潭村

## 経済

### 名物・特産品
- 茶：潙山毛尖
- ケイ素

## 地理
潙山郷は寧郷市の北西部に位置し、北西は益陽市安化県大福鎮、桃江県松木塘鎮と、東は黄材鎮と、南は巷子口鎮とそれぞれ接している。
- 河川：潙水河
- ダム湖：小竜潭水庫

## 教育
- 小学：潙山小学

## 観光

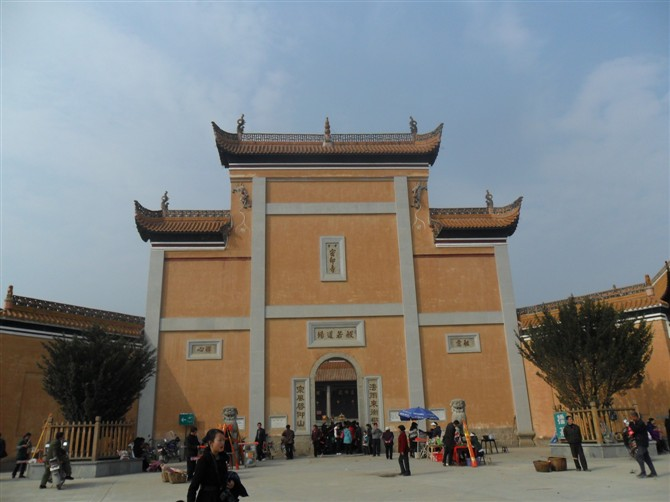
密印寺

- 密印寺
- 裴休墓
- 潙山漂流
- 蘆花瀑布
- 大潙凌雲

## 出身有名人
- 斉己：唐代の詩僧[4]。